# Lila De Nobili
Lila De Nobili (3 septembre 1916 - 19 février 2002) est une artiste peintre italienne, illustratrice de mode, créatrice de costumes et de décors d'opéra.

## Biographie
Lila Elisabeth Ernesta Jeanne Nelly De Nobili de Vezzano naît le 3 septembre 1916 à Castagnola-Cassarate dans le Tessin Suisse. Elle est issue de la famille ligure De Nobili de Vezzano implantée à La Spezia. Son père est le marquis Prospero De Nobili de Vezzano, homme politique et entrepreneur franco-italien, chef de file d'un mouvement politique qui prendra son nom, le denobilisme. Sa mère Dola Berta Vertes, juive hongroise, est la sœur du peintre Marcel Vertès.
Après une enfance passée en partie à la Villa Nobili de Nice, Lila De Nobili va vivre avec ses parents à Rome, au Grand Hôtel Studia. En 1943, sa famille s'exile en Suisse, au Grand Hôtel de Genève, en attendant la fin de la guerre, pour revenir ensuite brièvement en Italie. Par la suite, alors que ses parents viennent sur la Côte d'Azur, Lila demeure à Paris, ville dans laquelle elle vivra avec sa mère après la mort de son père en 1945. Elle meurt à Paris le 19 février 2002.

## Carrière
Dans les années 1940, Lila De Nobili débute comme dessinatrice de mode, en travaillant aux côtés de son oncle pour Vogue et Hermès.
Elle est la dernière grande représentante de la toile peinte au théâtre. En 1947, elle devient célèbre en tant que décoratrice et costumière : elle travaille pour tous les réalisateurs les plus célèbres de l'époque, dont Raymond Rouleau, Luchino Visconti, Franco Zeffirelli, Peter Hall, Giancarlo Menotti.
Sur scène, elle collabore à des œuvres telles que Angel Pavement (1947), Le voleur d'enfants (1948), A Streetcar Named Desire (1949), La Petite Lili (1951), Anna Karénine (1951), Gigi (1951), Cyrano de Bergerac (1953), La Country Girl (1954), Le Creuset (1954), La Plume de Ma Tante (1958), L'Arlésienne (1958), Carmen (1959) et Les Documents d'Aspern (1961).
Elle crée des costumes mémorables à l'opéra, notamment à la Scala de Milan avec Luchino Visconti, Maria Callas, Franco Zeffirelli, Luigi Squarzina et en Angleterre avec Frederick Ashton, Tony Richardson et Peter Hall, entre 1957 et 1962, dans six productions de pièces de Shakespeare et Carmen au Palais Garnier en 1958.
Avec Raymond Rouleau, elle conçoit la première française d'Un tramway nommé Désir avec Arletty, habille Ingrid Bergman dans le rôle d'Hedda Gabler et travaille avec Édith Piaf, Simone Signoret, Margot Fonteyn. Elle a également travaillé à Spolète avec Gian Carlo Menotti,,.
Elle se retire du métier à la fin des années 1960 pour se consacrer exclusivement à la peinture . Son coup de pinceau nuancé et atmosphérique, rapide et raffiné en mille nuances, a enchanté des générations d'artistes jusqu'à Robert Wilson et David Hockney , qui l'ont représentée. Les milliers de figures, de visages et de gestes qui peuplent son œuvre sur scène, mais aussi les cahiers dans lesquels elle a dessiné jusqu'au bout, composent une comédie humaine d'une richesse inépuisable et étonnante.
Elle vit recluse dans un grenier bohème sous les toits de Paris avec ses chats jusqu'à sa mort en 2002 à l'âge de 86 ans à Paris.